# Collegio uninominale Puglia - 14
Il collegio elettorale uninominale Puglia - 14 è stato un collegio elettorale uninominale della Repubblica Italiana per l'elezione della Camera dei deputati tra il 2017 ed il 2022.

## Territorio
Come previsto dalla legge elettorale italiana del 2017, il collegio era stato definito tramite decreto legislativo all'interno della circoscrizione Puglia.
Era formato dal territorio di 36 comuni: Accadia, Alberona, Anzano di Puglia, Apricena, Biccari, Bovino, Carlantino, Casalnuovo Monterotaro,
Casalvecchio di Puglia, Castelluccio Valmaggiore, Castelnuovo della Daunia, Celenza Valfortore, Celle di San Vito, Chieuti, Deliceto, Faeto, Lesina, Lucera, Monteleone di Puglia, Motta Montecorvino, Orsara di Puglia, Panni, Pietramontecorvino, Poggio Imperiale, Rignano Garganico, Roseto Valfortore, San Marco la Catola, San Nicandro Garganico, San Paolo di Civitate, San Severo, Sant'Agata di Puglia, Serracapriola, Torremaggiore, Troia, Volturara Appula e Volturino.
Il collegio era quindi interamente compreso nella provincia di Foggia.
Il collegio era parte del collegio plurinominale Puglia - 04.

## Eletti
| Elezione | Elezione | Deputato       | Partito            |
| -------- | -------- | -------------- | ------------------ |
|          | 2018     | Carla Giuliano | Movimento 5 Stelle |

## Dati elettorali

### XVIII legislatura
Come previsto dalla legge elettorale, 232 deputati erano eletti con sistema a maggioranza relativa in altrettanti collegi uninominali a turno unico.
| Candidati              | Candidati                | Voti    | %     | Liste                    | Voti    | %     |
| ---------------------- | ------------------------ | ------- | ----- | ------------------------ | ------- | ----- |
|                        | Carla Giuliano ✔️ Eletto | 44 831  | 43,70 | Movimento 5 Stelle       | 44 831  | 43,70 |
|                        | Angelo Cera              | 34 201  | 33,34 | Forza Italia             | 19 244  | 18,76 |
| Lega                   | Angelo Cera              | 34 201  | 33,34 | 7 395                    | 7,21    |       |
| Noi con l'Italia - UDC | Angelo Cera              | 34 201  | 33,34 | 4 612                    | 4,50    |       |
| Fratelli d'Italia      | Angelo Cera              | 34 201  | 33,34 | 2 950                    | 2,88    |       |
|                        | Rosario Cusmai           | 18 322  | 17,86 | Partito Democratico      | 14 350  | 13,99 |
| Civica Popolare        | Rosario Cusmai           | 18 322  | 17,86 | 2 425                    | 2,36    |       |
| +Europa                | Rosario Cusmai           | 18 322  | 17,86 | 1 051                    | 1,02    |       |
| Italia Europa Insieme  | Rosario Cusmai           | 18 322  | 17,86 | 496                      | 0,48    |       |
|                        | Arcangela De Vivo        | 2 422   | 2,36  | Liberi e Uguali          | 2 422   | 2,36  |
|                        | Soccorsa Di Carlo        | 671     | 0,65  | Potere al Popolo!        | 671     | 0,65  |
|                        | Antonia Sesto            | 651     | 0,63  | CasaPound                | 651     | 0,63  |
|                        | Armando Dell'Oglio       | 588     | 0,57  | Italia agli Italiani     | 588     | 0,57  |
|                        | Margherita Petronelli    | 536     | 0,52  | Il Popolo della Famiglia | 536     | 0,52  |
|                        | Filomena Barra           | 282     | 0,27  | Partito Valore Umano     | 282     | 0,27  |
|                        | Maurizio Previtali       | 79      | 0,08  | PRI - ALA                | 79      | 0,08  |
| Totale                 | Totale                   | 102 583 | 100   |                          | 102 583 | 100   |
|                        |                          |         |       |                          |         |       |
| Voti non validi        | Voti non validi          | 3 739   | 3,52  |                          |         |       |
| Votanti                | Votanti                  | 106 322 | 67,24 |                          |         |       |
| Elettori               | Elettori                 | 158 112 |       |                          |         |       |